# 列夫納河
列夫納河（俄语：Ревна），是東歐的河流，流經俄羅斯布良斯克州和烏克蘭切爾尼戈夫州，屬於斯諾夫河的左支流，河道全長81公里，流域面積1,660平方公里。